# Acronia pretiosa
Acronia pretiosa es una especie de escarabajo longicornio del género Acronia, tribu Pteropliini, subfamilia Lamiinae. Fue descrita científicamente por Schultze en 1917.
Se distribuye por Filipinas. Mide aproximadamente 18 milímetros de longitud. El período de vuelo de esta especie ocurre en el mes de abril.